# Renata Kuerten
Renata Kuerten (Santa Catarina, 14 de septiembre de 1988) es una modelo y presentadora de televisión brasileña.
Decidió convertirse en modelo cuando tenía diez años, pudiendo dedicarse a la profesión al cumplir 16. En la actualidad Renata es agenciada por Mega Models, desfilando por las pasarelas de Brasil junto a otras modelos destacadas como Isabeli Fontana, Caroline Trentini e Izabel Goulart. Ha aparecido en las series de televisión Conexao (2015) y Domingão do Faustão (2013).
Renata es prima lejano del tenista Gustavo Kuerten.